# Grup de la fibroferrita
El grup de la fibroferrita és un grup de minerals format per dues espècies de la classe dels sulfats. Aquestes dues espècies són la fibroferrita, espècie que dona nom al grup, i la xitieshanita. La fibroferrita cristal·litza en el sistema trigonal, mentre que la xitieshanita ho fa en el monoclínic.
| Espècie      | Fórmula            |
| ------------ | ------------------ |
| Fibroferrita | Fe³⁺(SO₄)(OH)·5H₂O |
| Xitieshanita | Fe³⁺(SO₄)Cl·6H₂O   |

Segons la classificació de Nickel-Strunz els minerals d'aquest grup pertanyen a «07.DC: Sulfats (selenats, etc.) amb anions addicionals, amb H₂O, amb cations de mida mitjana només; cadenes d'octaedres que comparteixen costats» juntament amb altres minerals com l'aluminita, la butlerita, el botriògen, o la guildita, entre d'altres.
Als territoris de parla catalana ha estat descrita una de les dues espècies, la fibroferrita, a les mines de Rocabruna de Gavà (Baix Llobregat), i a la mina de Llorts, a la parròquia d'Ordino (Andorra). La fibroferrita també ha estat trobada al planeta Mart.